# Libišany
Libišany är en ort i Tjeckien.   Den ligger i regionen Pardubice, i den centrala delen av landet, 100 km öster om huvudstaden Prag. Libišany ligger 231 meter över havet och antalet invånare är 407.
Terrängen runt Libišany är platt.Runt Libišany är det ganska tätbefolkat, med 134 invånare per kvadratkilometer. Närmaste större samhälle är Hradec Králové, 8,2 km nordost om Libišany. Trakten runt Libišany består till största delen av jordbruksmark.